# أغوستين سيخاس
أغوستين سيخاس (بالإسبانية: Agustín Mario Cejas) هو لاعب كرة قدم أرجنتيني في مركز حراسة المرمى، ولد في 22 مارس 1945 في بوينس آيرس في الأرجنتين، وتوفي بنفس المكان في 14 أغسطس 2015 بسبب مرض آلزهايمر. شارك مع منتخب الأرجنتين لكرة القدم. أما مع النوادي، فقد لعب مع ريفر بليت وغريميو بورتو أليغرينزي ونادي راسينغ ونادي سانتوس وهوراكان.

## وصلات خارجية
- أغوستين سيخاس على موقع الاتحاد الدولي (مؤرشف)  (الإنجليزية)
- أغوستين سيخاس على موقع الاتحاد الأوربي (الإنجليزية)
- أغوستين سيخاس على موقع قاعدة بيانات كرة القدم.إي يو (الإنجليزية)
- أغوستين سيخاس على موقع ناشيونال فوتبول تيمز (الإنجليزية)
- أغوستين سيخاس على موقع عالم كرة القدم.نت (الإنجليزية)
- أغوستين سيخاس على موقع اللجنة الأولمبية الدولية (الإنجليزية)
- أغوستين سيخاس على موقع أوليمبيديا (الإنجليزية)